# Miramella
A Miramella a sáskafélék rendszertani családjának egyik neme. Az ide tartozó fajok Európában élnek a Pireneusoktól Nyugat-Ukrajnáig.

## Fajok
A genusba 9 faj tartozik. Magyarországon az alpesi sáska képviseli.
- Galvagniella Harz, 1973 alnem
  - Miramella albanica Mistshenko, 1952
  - Miramella demissa Mulder, 2023
- Kisella Harz, 1973 alnem
  - Miramella alpina (Kollar, 1833) - alpesi sáska
  - Miramella carinthiaca (Puschnig, 1910)
  - Miramella frinias (Rivalta, 2021)
  - Miramella irena (Fruhstorfer, 1921)
- Miramella Dovnar-Zapolskij, 1932 alnem
  - Miramella changbaishanensis Gong, Zheng & Lian, 1995
  - Miramella rufipennis Chang, 1940
  - Miramella solitaria (Ikonnikov, 1911)